# 笠置橋 (木曽川)
笠置橋（かさぎばし）は、岐阜県恵那市の木曽川に架かる岐阜県道68号恵那白川線の橋である。
現在の橋は2代目である。

## 概要
- 供用 ：1966年（昭和41年）
- 延長：143.8m
- 幅員：7.5m （車道部分 5.5m 歩道部分 2.0m）
- 区間：岐阜県恵那市長島町久須見 - 恵那市笠置町姫栗

大井ダムの建設に伴い、この地域の渡船に影響が出てきたため、周辺の町村が架橋を県に嘆願する。この嘆願により、1926年（大正15年）に初代の笠置橋が架橋される。全長130mの鉄筋の吊橋であった。大井ダムを運用していた大同電力（現関西電力）が建設費の約20%を負担したという。